# Cud świętego Mateusza, który poskromił smoki
Cud świętego Mateusza, który poskromił smoki – obraz malarza Gabriela Malesskirchera z 1478 przedstawiający legendę o apostole Mateuszu.

## Geneza tematu
Obraz jest ilustracją apokryfu Męczeństwo Apostoła św. Mateusza autorstwa Pseudo-Abdiasza. Apostoł Mateusz przybył do Etiopii, gdzie spotkał dwóch magów, podających się za bogów – Zaroesa i Arfeksara, którzy potrafili unieruchamiać ludzi, pozbawiać ich wzroku i słuchu. Na ich rozkaz węże kąsały. Apostoł przystąpił do walki z nimi. Dzięki odniesionym sukcesom zdołał ochrzcić wielu Etiopczyków. Wówczas magowie przybyli do Mateusza prowadząc dwa smoki, które były opancerzone, a ich nozdrza ziały ogniem rozsiewając chmury siarki, których smród zabijał człowieka. Apostoł wyszedł im naprzeciw, a wówczas oba smoki usnęły u jego stóp. Następnie odmówił wyznanie wiary i polecił smokom, by odeszły i nie czyniły nikomu szkody.